# Breslauer Sport-Vereinigung 02
Il Breslauer Sport-Vereinigung 02 è stata una società di calcio tedesca, con sede a Breslavia.

## Storia
Il club venne fondato nel 1933 dalla fusione del Sportfreunde Breslau (VBS) e dal Breslauer SC 08. La fusione era stata voluta dai nazionalsocialisti che desideravano creare un grande club a Breslavia, in grado di imporsi nella Gauliga Schlesien; inoltre fu un modo per cancellare un club come VBS, espressione della comunità ebraica cittadina. Giocava le sue partite allo Sportpark Gräbschen.
Nonostante le premesse, pur divenendo la principale squadra di Breslavia, riuscì ad accedere alla fase nazionale del campionato tedesco solo nella stagione 1941-1942, venendo però eliminato agli ottavi di finale dal Planitz.
In coppa di Germania, raggiunse invece il secondo turno nell'edizione 1941, 1942 e 1943.
Al termine della seconda guerra mondiale, Breslavia, come quasi tutta la Slesia, passò alla Polonia e come molte altre associazioni tedesche venne sciolta per non essere più ricostituita.